# Võrtsjärv
Võrtsjärv (nemško Wirzsee) je jezero v južni Estoniji s površino 270 km².
Je drugo največje jezero v Estoniji (za jezerom Peipus) in največje med jezeri, ki se v celoti nahajajo v državi. Plitko jezero je na nadmorski višini 33,7 m. Iz njega v jezero Peipus teče reka Emajõgi.

## Zgodovina
Jezerska kotlina je obstajala že pred zadnjo ledeno dobo, nato pa so jo ledeniki preoblikovali z erozijo jezerske stene in ga delno zapolnili z nanosi. V sedanji obliki jezero obstaja od srednjega holocena.
Prvič je omenjeno v Henrikovi Livonski kroniki, kjer je najti pod imenom Worcegerwe.

## Geografija
Sorazmerno nizke obale jezera so na jugu močvirnate, na severu pa peščene. Na vzhodni obali ima v bližini vasi Tamme obala klife; v njih so našli številne fosile devonskih rib, ki so jih primerjali s podobnimi fosili na Škotskem.
Na južnem koncu jezera je nekaj majhnih otokov. Od teh sta samo Tondisaar in Pähksaar ves čas obdana z vodo, Ainsaar postane ob nizki vodi polotok, Heinassaar pa visoka voda potopi. To je posledica nihanja gladine jezera, ki ima povprečno letno amplitudo 1,4 m; to je približno polovico povprečne globine 2,8 m. Od približno novembra do aprila je jezero zaledenelo.
Na severovzhodnem koncu jezera je naravni rezervat Alam-Pedja, največji naravni rezervat v Estoniji.

## Ekologija
V jezeru živi približno 35 vrst rib, od katerih je nekaj komercialno pomembnih. Po upadu dragocenih vrst v 1950-ih in 1960-ih so uveljavljeni ohranitveni ukrepi izboljšali položaj. Danes letno ulovijo okoli 400 t rib.
Jezero Võrtsjärv je glavni dom za jegulje v Estoniji. Vendar je ribolov v celoti odvisen od obnove staleža z gojenimi jeguljami (Leptocephalus), saj se jegulje selijo in se ne vračajo več v zadostnih količinah. Zaradi upadanja števila naravnih jegulj je Svet za kmetijstvo in ribištvo Evropske unije leta 2017 odločil za trimesečno prepoved ribolova jegulj v Baltskem zalivu med časom selitve jegulj. Ulov v Baltskem morju je v zadnjem obdobju znašal le 700 kg, v jezeru Võrtsjärv povprečno pa 10,2–13,3 t na leto.
Jezero in mokrišča okoli njega so tudi pomembno bivališče za ptice, pa tudi okolje, kjer ptice selivke počivajo. Okoli jezera so zabeležili 213 vrst ptic. V zadnjih desetletjih se je evtrofikacija jezera povečala, kar ima škodljive učinke na biološko raznovrstnost. Vzrok za to naj bi bila v glavnem kombinacija slabo prečiščenega dotoka odpadnih vod in pritoka fosforja in nitratov iz kmetijstva. Poleg tega se zdi, da podnebna nihanja močneje vplivajo na jezero zaradi njegove plitvosti.

## Turizem
Področje kot cilj za mednarodni turizem je malo poznano, poslabšana kakovost vode pa predstavlja težave za razvoj tako ribištva kot turizma. Vendar pa je bilo jezero Võrtsjärv leta 2010  izbrano za Evropsko destinacijo odličnosti. Na vzhodni obali jezera je center za obiskovalce in muzej.
Leta 2016 je bilo zamrznjeno jezero gostitelj svetovnega prvenstva WISSA v sankanju na ledu.
- Stražni stolp Jõesuu na severni obali jezera Võrtsjärv
- Obala Võrtsjärv olje na platnu, avtor Konrad Mägi, 1917
- Strmi breg pri Tamme
- Limnološki center Võrtsjärv, del estonske univerze za žive vede v Vehendi